# الدحاح (إب)

تعديل مصدري - تعديل

الدحاح محلة تابعة لقرية المحشاية، التابعة لعزلة البحريين بمديرية إب إحدى مديريات محافظة إب في الجمهورية اليمنية، بلغ تعداد سكانها 49 حسب تعداد اليمن لعام 2004.